# Рудава (станция)
Рудава (пол. Rudawa) — пассажирская и грузовая железнодорожная станция в селе Рудава в гмине Забежув, в Малопольском воеводстве Польши. Имеет 1 платформу и 2 пути.
Станция построена в 1847 году на железнодорожной линии Домброва-Гурнича Зомбковице — Явожно-Щакова — Тшебиня — Краков. Теперь существующее здание вокзала построили в 1911 году.